# Юнион (остров)
Юнион (англ. Union Island) — остров в составе архипелага Гренадины и является самым южным островом группы. Является частью государства Сент-Винсент и Гренадины.

## География
Размеры острова приблизительно 5 на 1,5 км. Его гористый абрис (высшая точка острова и всей группы — гора Парнас, или Табои, 305 м) виден с моря издалека, что послужило причиной его второго имени — «Таити Вест-Индии». Сам остров скалист и сух, и практически весь зарос кустами тёрна и кактусами, в которых достаточно свободно живут внушительные стада диких коз. Близлежащие острова: рифы Тобаго, Малый Сент-Винсент и Меро.

## Население
Население 2700 человек (2012), главный город Клифтон (на юго-восточной его оконечности остров). В южной части также имеется небольшой городок Эштон.

## Экономика
Основной отраслью хозяйства является туризм. Имеется международный аэропорт.